# Biscogniauxia plana
Biscogniauxia plana är en svampart som först beskrevs av Petch, och fick sitt nu gällande namn av Y.M. Ju & J.D. Rogers 1998. Biscogniauxia plana ingår i släktet Biscogniauxia och familjen kolkärnsvampar.   Inga underarter finns listade i Catalogue of Life.